# Otto Salzer

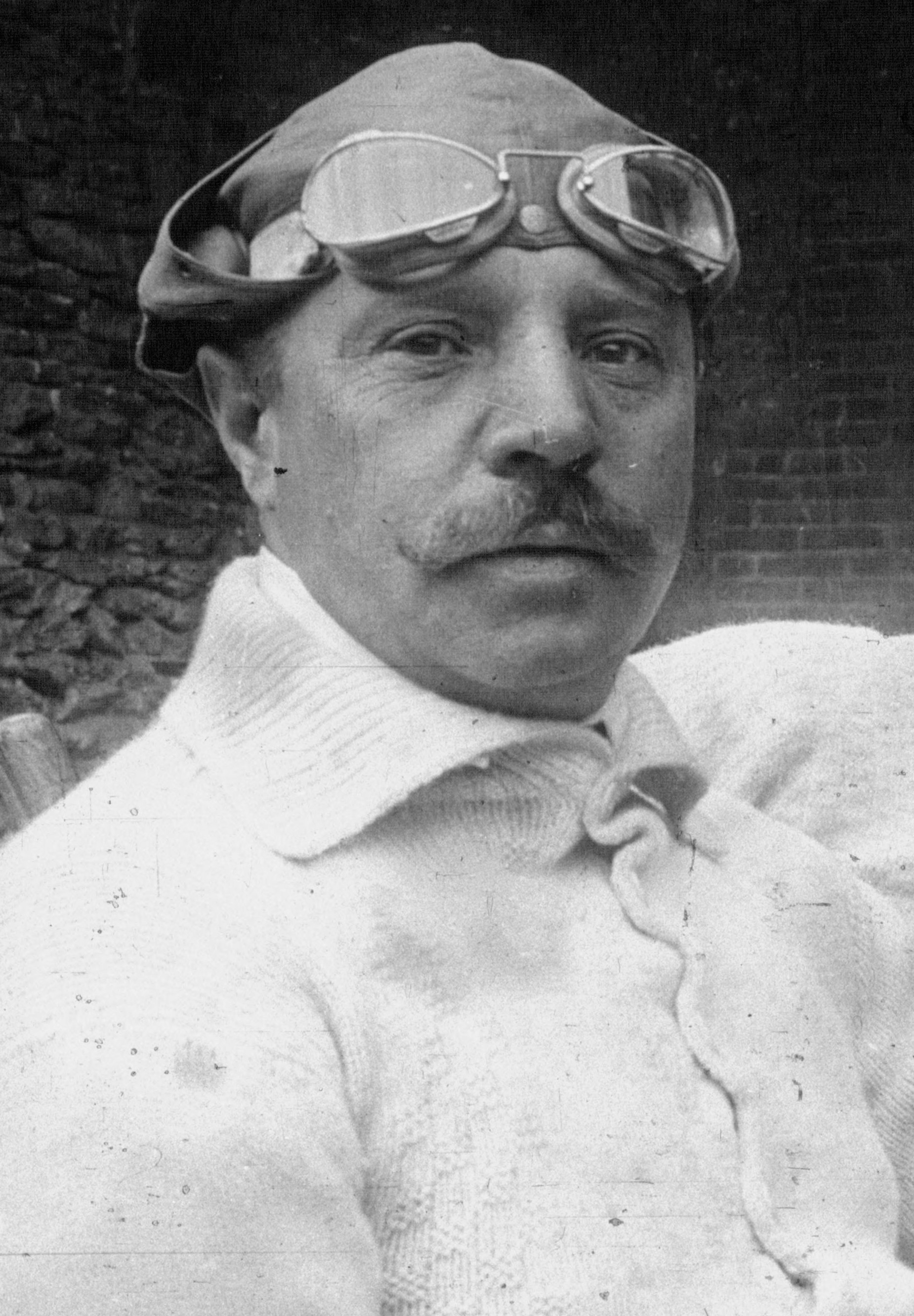
Otto Salzer 1914

Otto Salzer (* 4. April 1874 in Möglingen; † 7. Januar 1944 in Obertürkheim) war ein deutscher Mechaniker und Automobilrennfahrer.
Salzer gilt als einer der ersten professionellen Rennfahrer Deutschlands und zählt deswegen zu den Pionieren dieser Sportart.

## Leben

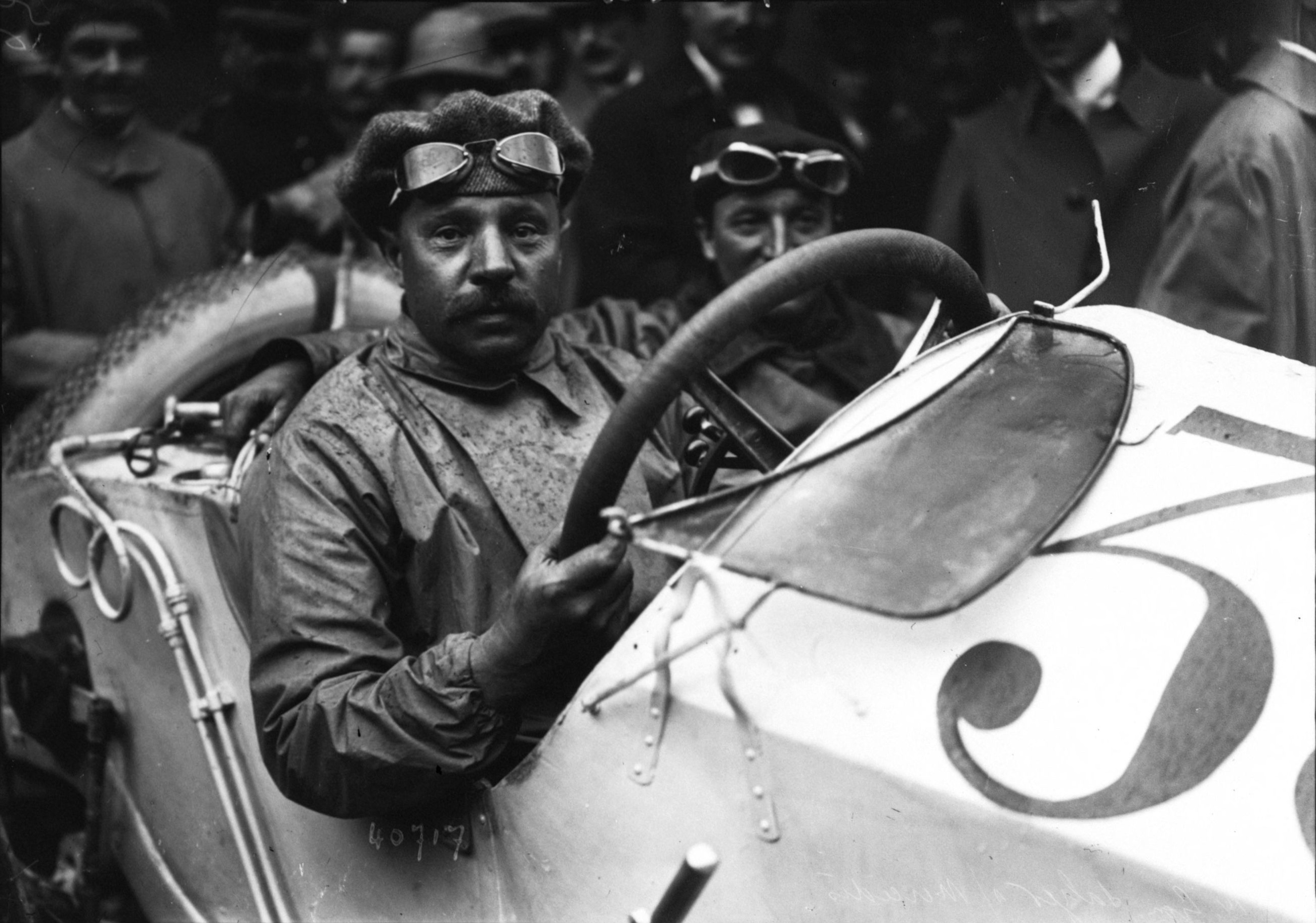
Otto Salzer beim Großen Preis von Frankreich 1914

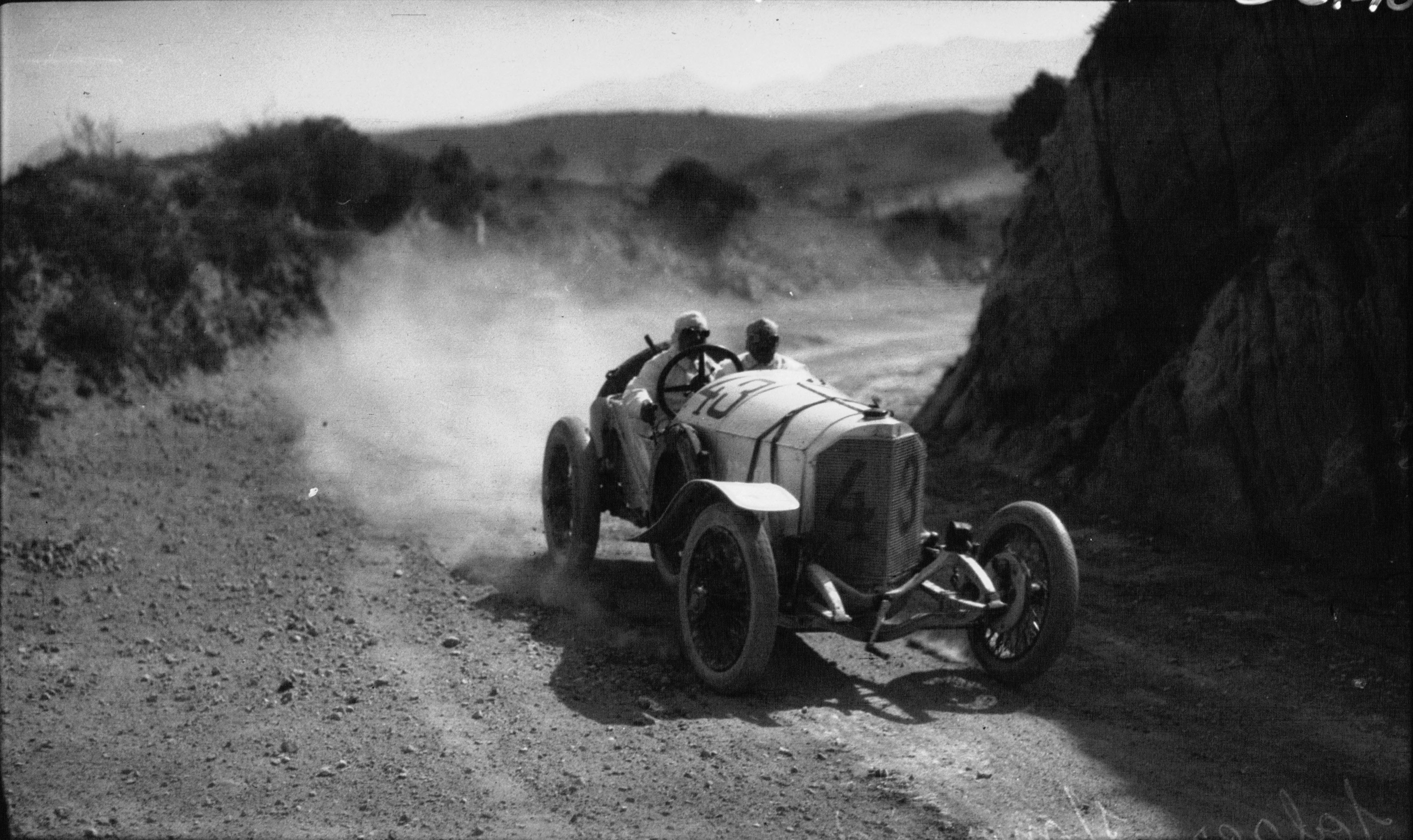
Salzer im Mercedes bei der Targa Florio 1922

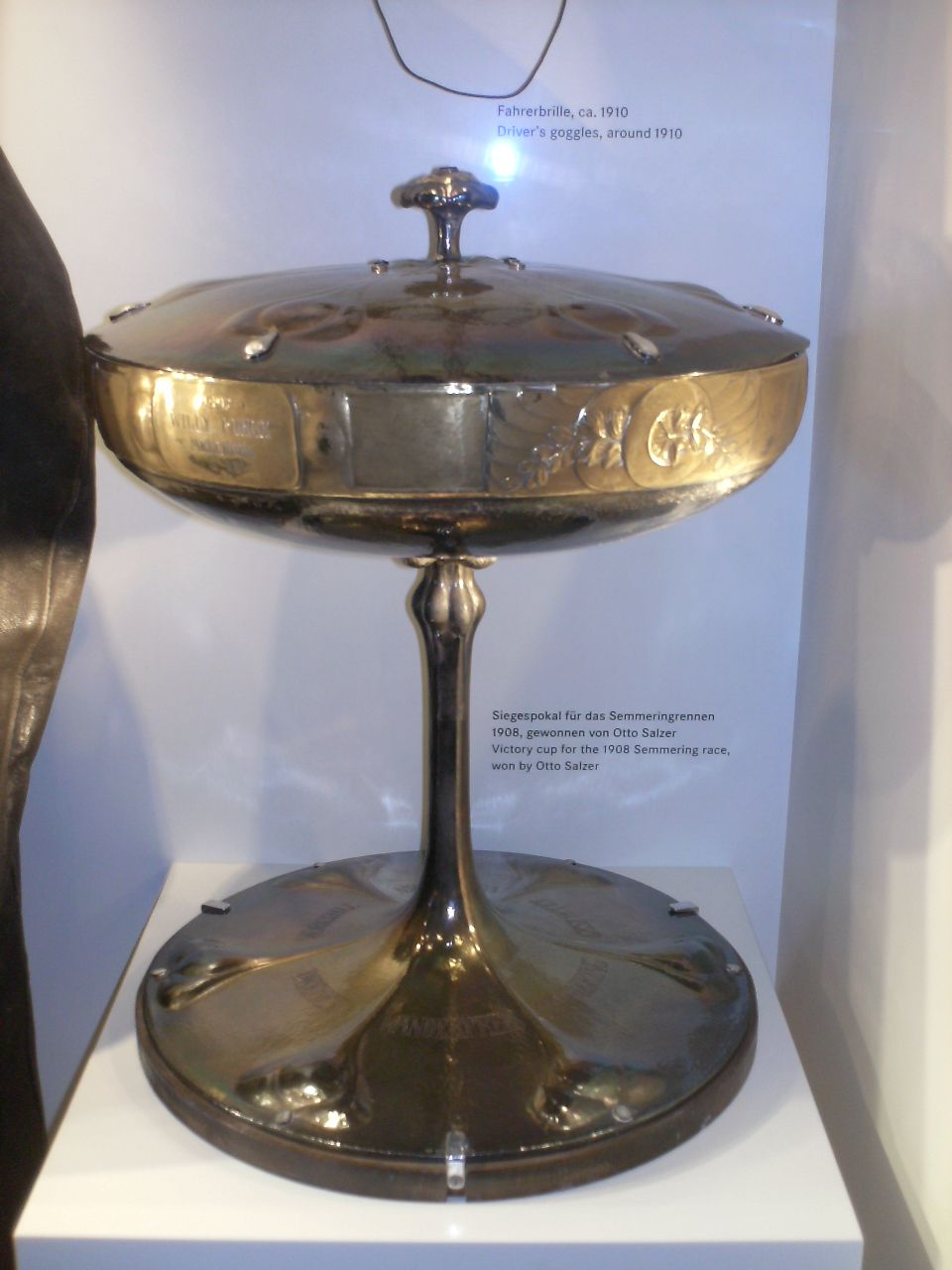
Siegerpokal Semmering-Bergrennen von 1908 (Mercedes-Benz Welt)

Nach einer Schlosserlehre kam Otto Salzer am 5. Oktober 1896 zu Daimler in Untertürkheim und arbeitete dort bis 1899 in der Wagenabnahme. Am 1. Januar 1900 wurde er Meister des Renn- und Personenwagenbaus und damit für den Zusammenbau der Rennwagen und Prototypen sowie deren Einfahren und Testen zuständig. Wie damals üblich fuhr Salzer die Wagen auch bei den Rennen selbst. Als Fahrer hatte er bereits 1898 eine Zuverlässigkeitsfahrt in Turin gewonnen.
Ab 1903 war Otto Salzer als „Fuhrmeister“ bzw. Rennleiter und für die meisten Angelegenheiten der Rennabteilung der DMG verantwortlich. Er bestritt auch weiterhin selbst Wettbewerbe und errang 1906 beim Ardennen-Rennen um das belgische Bastogne mit seinem Beifahrer Christian Friedrich Lautenschlager nach Reifenproblemen den achten Rang. Im Jahr 1907 bestritt Salzer den Kaiserpreis im Taunus und beendete das Finale an neunter Stelle. Außerdem trat er unter anderem mit seinen Teamkollegen Camille Jenatzy und Victor Hémery für die DMG beim Großen Preis von Frankreich 1907 an und schied in der letzten Runde aus. Er wurde mit diesem Rennen der erste deutsche Fahrer in einem Grand Prix.
Bei der dritten Auflage des Frankreich-Grand-Prix im folgenden Jahr trat die Daimler-Motoren-Gesellschaft mit einem neuen 12,8-Liter-Wagen und den Fahrern Salzer, Christian Friedrich Lautenschlager und Willy Pöge an. Otto Salzer fiel durch Reifenschaden wiederum aus. Dennoch fuhr er auf dem 76,8 km langen Circuit de Dieppe mit einer Zeit von 36:31 Minuten, was einer Durchschnittsgeschwindigkeit von 127,03 km/h entsprach, die schnellste Rennrunde. Sein Teamkollege Christian Friedrich Lautenschlager gewann nach knapp 700 km und sieben Stunden das Rennen. In den Jahren 1908 und 1909 erzielte er – jeweils in neuer Rekordzeit – den Gesamtsieg beim Semmering-Bergrennen. Beim Großen Preis von Frankreich 1914 in Lyon belegte Salzer hinter seinen Teamkollegen Lautenschlager und Louis Wagner den dritten Platz und war damit am Dreifacherfolg beteiligt. Als Dritter fuhr Salzer von Startplatz 35 aus die 20 Runden bzw. 752,620 Kilometer in 7:13:15 Stunden beziehungsweise mit einer Durchschnittsgeschwindigkeit von 104,2 km/h. Der Wagen, an dessen Konstruktion mit Kardanwelle Salzer mitgearbeitet hatte, erreichte auf ebener Strecke eine Höchstgeschwindigkeit von etwa 180 km/h. Auf einem bergab führenden Streckenabschnitt betrug die Geschwindigkeit über 190 km/h.
Nach dem Ende des Ersten Weltkrieges griff Salzer ab 1921 wieder ins Renngeschehen ein und war besonders bei Bergrennen in Deutschland, Österreich und der Tschechoslowakei erfolgreich. So gewann er unter anderem 1921, 1922 und 1924 das Bergrennen Zbraslav–Jíloviště, 1923 den Solitude Bergpreis in Stuttgart und 1924 das Ecce Homo.

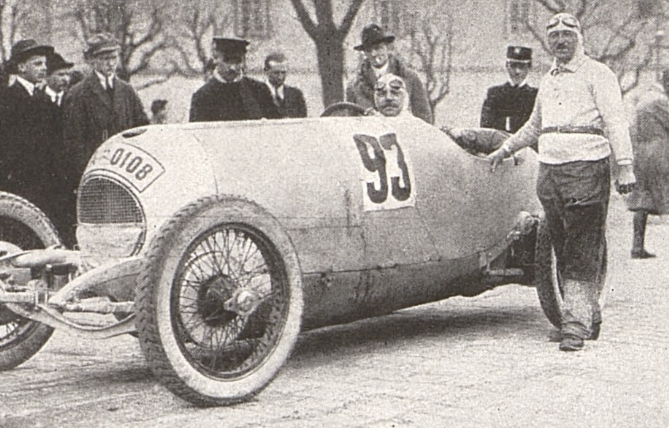
Otto Salzer, Gewinner Bergrennen Zbraslav – Jíloviště 1924

Nach mehr als 25 Jahren als Rennfahrer wollte sich Salzer 1924 vom aktiven Rennsport zurückziehen. Ferdinand Porsche, der seit 1923 Chefkonstrukteur bei der DMG war, baute ihm zum Abschied einen speziellen Rennwagen, der als die „Großmutter“ in die Firmengeschichte einging. Das Fahrzeug hatte einen 4,5-Liter-Kompressormotor aus dem 1914er Grand-Prix-Wagen und das gleiche Fahrgestell wie der damalige 2-Liter-Rennwagen. Otto Salzer brach damit noch einmal den Rekord beim Semmering-Bergrennen. Der Rennwagen wurde bis 1929 von Rudolf Caracciola und Adolf Rosenberger mit großen Erfolgen bei Bergrennen gefahren.
Bis zu seiner Pensionierung nach rund 40 Jahren bei der Daimler-Motoren-Gesellschaft bzw. Daimler-Benz arbeitete Salzer als Meister. Im Laufe der Jahre fuhr er alle bei Daimler-Benz gebauten Sport- und Rennwagen und trug zu ihrer Weiterentwicklung bei.
Otto Salzer lebte bis zu seinem Tod in der Unteruhlbacher Straße in Obertürkheim, wo er 1914 ein Haus gebaut hatte. Er starb am 7. Januar 1944 im Alter von 69 Jahren in Obertürkheim.

## Erinnerungen
In seinen Erinnerungen berichtete Salzer unter anderem, wie ihn Daimler 1898 mit einem Lkw auf eine achttägige Distanzfahrt nach Wien schickte, um im Vergleich mit Pferdegespannen die Überlegenheit des Automobils nachzuweisen. Nach bereits 30 Kilometern hatte er einen Unfall, weil eine Vorderfeder gebrochen war. Trotzdem ging die Fahrt weiter. Salzer und sein Beifahrer erreichten allein das Ziel, da alle zehn beteiligten Pferdefuhrwerke schon am dritten Tag wegen Übermüdung und Überanstrengung der Tiere aufgeben mussten.
Salzer erzählte auch von der Haltung Gottlieb Daimlers gegenüber seinen Mitarbeitern, denen er auch Gelegenheit geben wollte, eine Automobilfahrt zu erleben. Er lud unter anderem die Beamten der Firma zu einem sonntäglichen Betriebsausflug mit einem Omnibus ein. Die Fahrt sollte nach dem knapp 30 Kilometer entfernten Schorndorf gehen, der Geburtsstadt Daimlers. Salzer war der Fahrer, der bereits Stunden vor Beginn im Werk war, um das Gefährt startbereit zu machen. Kurz vor Fellbach (und nach einem erheblichen Anstieg) musste er anhalten, eine Getriebewelle ausbauen, sie etwa fünf Kilometer weit zu Fuß ins Werk am Neckar bringen und ein Ersatzteil holen, während Daimler und seine Gäste es sich bis zum Nachmittag im Gasthof „Traube“ in Fellbach gut gehen ließen. Nach der Reparatur wurde die Fahrt verkürzt und es ging nur noch bis zum „Hirschen“ in Grunbach, bevor am Abend die Rückreise angetreten wurde. Daimler entschuldigte sich am nächsten Tag bei Salzer, der im Gegensatz zu den Fahrgästen kaum zu einem Kaffee gekommen war.
Als Daimlers persönlicher Chauffeur war Salzer 1898 acht Tage lang mit ihm in einem Wagen in Tirol unterwegs. Die Berg- und Passfahrten zeigten deutliche Schwächen bei Bremsen wie Antrieb des Fahrzeugs. Oft war Salzer Stunden mit Reparaturen und Reinigung beschäftigt; Kühlwasser musste mit einem Segeltucheimer immer wieder mühsam gesucht werden.